# Vinderschap (Nederlands recht)
Vinderschap is in het Nederlands privaatrecht een van de manieren waarop men de eigendom van een roerende zaak kan verkrijgen. Deze wijze van eigendomsverkrijging is sinds 1992 geregeld in de artikelen 5 tot en met 12 van Boek 5 van het Burgerlijk Wetboek (BW) en het op artikel 12 gebaseerde Besluit gevonden voorwerpen. Het oud BW uit 1838 kende een dergelijke regeling niet. De ratio van de regeling is volgens de Hoge Raad:
... dat daarmee beoogd is te bevorderen dat degene die de zaak verloren heeft, haar zo veel mogelijk zal kunnen terugvinden, en voor het geval de verliezer niet meer komt opdagen een oplossing te geven, welke mogelijk maakt dat de zaak binnen afzienbare tijd weer in het rechtsverkeer wordt gebracht of in gebruik genomen.

## Toepassingsbereik en verplichtingen van de vinder
Eigendomsverkrijging door vinderschap kan zich alleen voordoen met betrekking tot zogenaamde 'onbeheerde zaken', die moeten worden onderscheiden van zaken die nooit een eigenaar hebben gehad, of waarvan de eigenaar de eigendom heeft prijsgegeven (zogenaamde res nullius). Of een zaak als onbeheerd mag worden aangemerkt hangt volgens de Hoge Raad af van de omstandigheden van het geval. Wel volgt uit het systeem van de wet dat de regeling slechts ziet op roerende zaken. Ook mist de regeling toepassing ten aanzien van schatten, waarop de regeling inzake schatvinding van toepassing is, en ten aanzien van zaken die men in of op het strand of de zeebodem vindt.
Op een persoon die een onbeheerde zaak vindt en onder zich neemt — waaronder onder omstandigheden ook het enkele doen van aangifte kan worden verstaan — legt artikel 5:5, eerste en tweede lid, BW de verplichting 'met bekwame spoed' — dat wil zeggen: na enig beraad en eventueel onderzoek — van de vondst aangifte te doen bij een daartoe aangewezen gemeenteambtenaar. Is de zaak gevonden in een woning, een gebouw of een vervoermiddel (bijvoorbeeld trein, taxi of vliegtuig), dan dient geen aangifte te worden gedaan bij de gemeente, maar moet van de vondst mededeling worden gedaan bij degene die de woning bewoont of bij de gebruiker of exploitant van het gebouw of vervoermiddel. Een en ander lijdt uitzondering indien de vinder terstond na de vondst mededeling heeft gedaan aan de persoon 'die hij als eigenaar of als tot ontvangst bevoegd mocht beschouwen'. Deze zal de zaak in de regel opeisen, zodat de vinder geen eigenaar meer kan worden. De vinder mag de zaak aan de gemeente (of de daarmee gelijkgestelde exploitanten van openbare vervoermiddelen en N.V. Luchthaven Schiphol) afgeven, en is dat verplicht indien de gemeente dat vordert. Houdt hij de zaak zelf in bewaring, dan is hij verplicht daar als een goed zaakwaarnemer voor zorg te dragen. Vervoerders als bedoeld in de Wet personenvervoer 2000, alsmede de N.V. Luchthaven Schiphol voor luchtvaartterrein Schiphol, zijn van de verplichting tot het doen van aangifte vrijgesteld.

## Eigendomsverkrijging
Artikel 5:6 BW bepaalt dat de vinder die aan de aangifte- of mededelingsplicht ex artikel 5:5, eerste lid, BW heeft voldaan één jaar na de aangifte of mededeling de zaak in eigendom verkrijgt, "mits de zaak zich op dat tijdstip nog bevindt in de macht van de vinder of van de gemeente". Heeft de vinder de zaak evenwel vrijwillig aan de gemeente in bewaring gegeven en betreft het een zaak waarvan de economische waarde niet hoger is dan EUR 450,- (zogenaamde niet-kostbare zaken; tot 1 januari 2002 bedroeg deze waarde NLG 1000,-), dan geldt deze bepaling niet en is de burgemeester na drie maanden bevoegd de zaak te verkopen, weg te geven of te vernietigen. Ook vervoerders in de zin van de Wet personenvervoer 2000 en de N.V. Luchthaven Schiphol komt deze bevoegdheid toe. De wetgever heeft hiervoor gekozen in verband met de kosten van opslag en administratie van zaken waarom eigenaar noch vinder zich na de inbewaringgeving nog bekommeren. De vinder die de eigendom wil verkrijgen van een niet-kostbare zaak zal de zaak dus onder zich moeten houden. Vanzelfsprekend kan er ook geen sprake zijn van eigendomsverkrijging door de vinder indien de eigenaar zich voor het verstrijken van de termijn meldt.
De vinder die aan zijn verplichtingen heeft voldaan (aangifte of mededeling en goed zorg dragen voor de zaak indien hij deze zelf onder zich houdt) kan aanspraak maken op een vindersloon in de vorm van 'een redelijke beloning'. De wetgever heeft ervan afgezien een concreet bedrag of percentage van de waarde te noemen, volgens Snijders & Rank-Berenschot 2012 onder andere "[om te] verhinderen dat men zaken gaat 'vinden', die helemaal niet verloren zijn". Geeft de vinder de zaak af aan de bewoner van een gebouw of de exploitant van een vervoermiddel, bijvoorbeeld de Nederlandse Spoorwegen, dan gaat zijn rechtspositie op die persoon over, maar kan geen van beiden aanspraak maken op een vindersloon.

## Afwijkende bepalingen
In afwijking van de artikelen 5 tot en met 7 bepaalt artikel 5:8, eerste en tweede lid, BW dat de burgemeester bevoegd is de in bewaring gegeven zaak te verkopen (of, indien de zaak zich niet voor verkoopt leent, weg te geven of te vernietigen) indien deze "aan snel tenietgaan of achteruitgang onderhevig is of wegens de onevenredig hoge kosten of ander nadeel de bewaring daarvan niet langer van de gemeente kan worden gevergd". Het gaat daarbij onder andere om zaken die aan bederf onderhevig zijn, zoals voedsel, en om gevaarlijke stoffen zoals vuurwapens, munitie en verdovende middelen. In bewaring gegeven (gevonden) dieren mag de burgemeester na twee weken verkopen of weggeven. Indien dit niet mogelijk is mag de burgemeester het dier doen afmaken. Een en ander is ook zonder het in acht nemen van deze termijn mogelijk indien bewaring onevenredig hoge kosten meebrengt, of indien afmaking om geneeskundige redenen vereist is.